# قدرت ماندن
«قدرت ماندن» (به انگلیسی: Staying Power) تک‌آهنگی از کوئین است که در سال ۱۹۸۲ میلادی منتشر شد.